# سیغداش
سیغداش (به ترکی آذربایجانی: Sığdaş) یک روستا در جمهوری آذربایجان است که در شهرستان ماساللی واقع شده است. سیغداش ۱۵۰۵ نفر جمعیت دارد.

## ریشه واژه
سیغ در زبان تالشی به‌معنای سنگ و داش به‌معنای دشت است و معنای کلی آن به‌صورت دشت سنگی است.